# Palmas Arborea
Palmas Arborea là một đô thị ở tỉnh Oristano trong vùng Sardinia, có khoảng cách khoảng 80 km về phía tây bắc của Cagliari và cách khoảng 6 km về phía đông nam của Oristano. Tại thời điểm ngày 31 tháng 12 năm 2004, đô thị này có dân số 1.366 người và diện tích là 39,3 km².
Palmas Arborea giáp các đô thị: Ales, Oristano, Pau, Santa Giusta, Villa Verde, Villaurbana.